# Джеймс, Джэсси
Джэсси Джеймс (англ. Jassie James, больше известная как просто Джэсси (англ. Jassie)), (род. 5 сентября 1982 или 5 сентября 1980, Лас-Вегас, Невада) — американская эротическая модель и порноактриса. Обладательница звания «Киска месяца» (Pet of the Month) в сентябре 2002 года по версии журнала «Penthouse».

## Биография

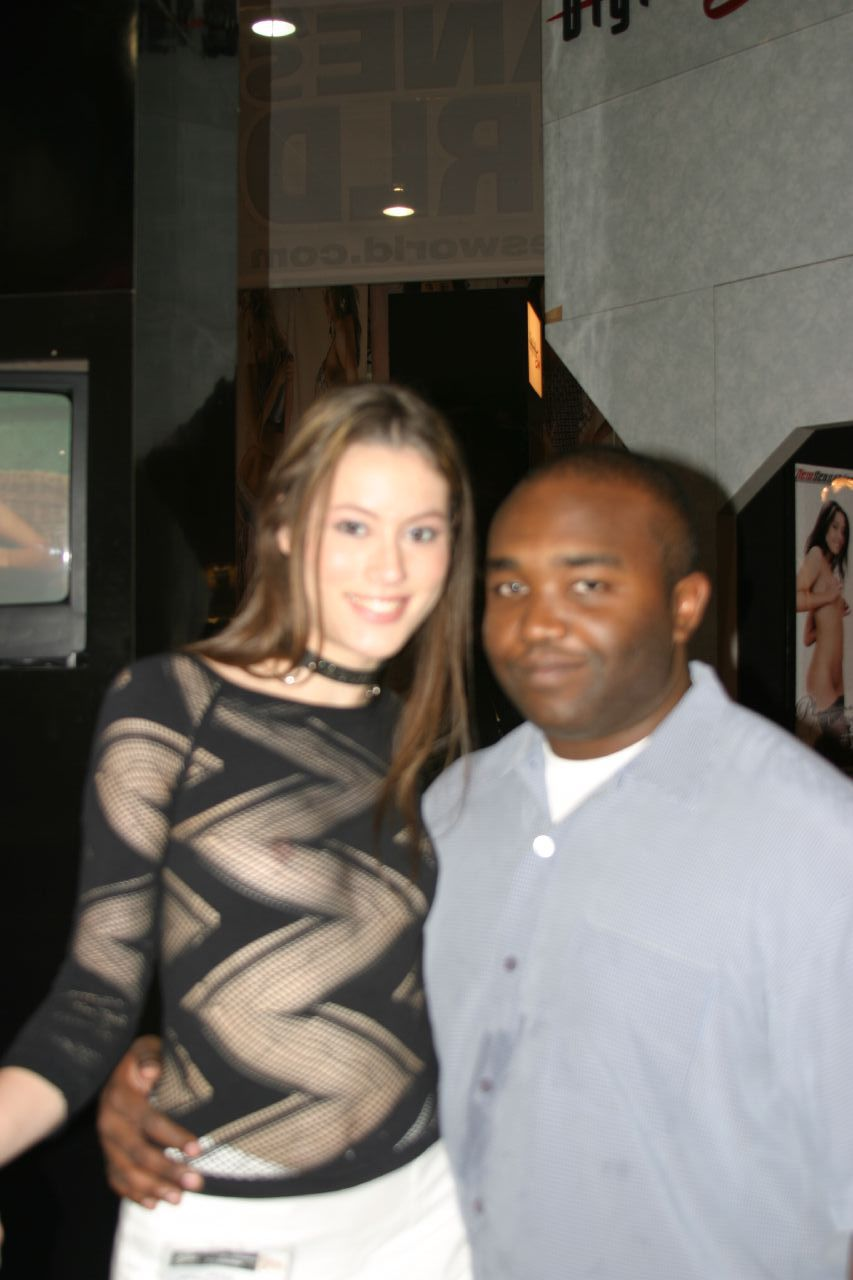
Джесси на выставке AVN Adult Entertainment Expo-2004.

Джэсси Джеймс родилась 5 сентября 1982 года в Лас-Вегасе, штат Невада. В 19 лет Джэсси начала карьеру порноактрисы.
В сентябре 2002 года Джэсси, как Джэсси Льюис (англ. Jassie Lewis), стала обладательницей звания «Киска месяца». В дальнейшем Джэсси неоднократно номинировалась на AVN Awards, и в 2006 году стала победительницей в двух категориях.

## Премии и номинации
- Обладательница звания «Киска месяца» (Pet of the Month) в сентябре 2002 года по версии журнала «Penthouse»;
- Номинант «AVN Awards» 2006 года в категории Лучшая групповая сцена (Best Group Sex Scene — Film) за участие в фильме «The Villa» 2005 года[6] (вместе с Джанин Линдмалдер и Эваном Стоуном и др.);
- Лауреат «AVN Awards» 2006 года в категориях Лучшая групповая сцена (Best Group Sex Scene — Video; вместе с Одри Холландер, Кимберли Кейн и др.) и Лучшая оральная сцена (Best Oral Sex Scene — Video; вместе с Кимберли Кейн и др.) за участие в фильме «Squealer» 2004 года[7];
- Номинант «AVN Awards» 2007 года в категориях Лучшая парная сцена (Best Couples Sex Scene — Video) и Лучшая актриса второго плана (Best Supporting Actress — Video) за участие в фильме «Sacred Sin» 2006 года[8].